# Shop Titans
Shop Titans (укр. Крамничні титани) — рольова відеогра 2019 року в жанрі симулятора керування крамницею з елементами стратегії та автоматизованих боїв, розроблена канадською студією Kabam Games, Inc. Спочатку гра вийшла для мобільних платформ iOS та Android, а пізніше портована для ПК.

## Ігровий процес
У Shop Titans гравець бере на себе роль власника крамниці у фентезійному середньовічному місті. Основним завданням є виготовлення та продаж спорядження для героїв, які вирушають у пригоди, досліджують підземелля та борються з монстрами. Щоб розвивати магазин, гравець наймає майстрів, які створюють різні предмети — від зброї та обладунків до аксесуарів і магічних речей. Ці товари можна продавати відвідувачам або використовувати для екіпірування героїв. Гравець самостійно визначає ціни, може торгуватися з клієнтами та покращувати магазин, додаючи нові меблі, декор та функціональні елементи, що впливають на ефективність виробництва або прибуток. Важливою складовою є найм героїв різних класів, яких можна споряджати та відправляти у пригоди. Вони приносять ресурси, необхідні для створення нових, більш цінних предметів. Також розвивається система вдосконалення як майстрів, так і героїв: із часом вони отримують доступ до нових навичок, рецептів і спорядження. Ігровий процес поєднує економічну стратегію з елементами RPG, де ефективне управління магазином напряму впливає на успіх героїв у боях та дослідженнях. У грі присутні багатокористувацькі елементи: гравці можуть вступати в гільдії, об'єднувати зусилля у спільних подіях і обмінюватися товарами, що додає кооперативного аспекту до економічного симулятора.

## Розробка

### Випуск
Shop Titans була розроблена студією Kabam Montreal, що спеціалізується на мобільних іграх. Вона була випущена 18 червня 2019 року для мобільних платформ iOS та Android. Після початкового успіху на мобільних платформах гру було адаптовано для ПК, де вона отримала розширену аудиторію через Steam та Epic Games 5 травня 2020 року. 

## Сприйняття

### Огляди

#### Мобільні платформи
У магазині App Store гра отримала 4,7 з 5 на основі понад 46 тисяч відгуків, а в Google Play — 4,2 з 5 на основі приблизно 168 тисяч відгуків.

#### ПК
Станом на серпень 2025 року на платформі Steam гра має понад 17000 рецензій, з яких 78% є позитивними. На агрегаторі рецензій Metacritic комп’ютерна версія Shop Titans отримала переважно негативні оцінки. Середня оцінка критиків становить 42 зі 100 на основі 5 рецензій («загалом несхвальні»), а середня оцінка користувачів — 3.9 із 10 на основі 23 відгуків. 
Загалом критики погоджуються, що Shop Titans залишається мобільним симулятором по суті, а спроба адаптації для ПК не виправдала очікувань через спрощений ігролад і нав’язливу монетизацію. Нед Джордан з видання Gamers' Temple вказав, що гра починається як нескладний, але приємний економічний симулятор, однак згодом перетворюється на очікування завершення таймерів. Данієль Ґусінскі зі Screen Rant схарактеризував гру як «повільну та нав’язливо монетизовану», яка практично не відрізняється від мобільної версії. Скотт Вайлі з GameSpace розкритикував «надмірну» монетизацію: на початку її можна ігнорувати, однак з часом гра починає умисно ускладнювати прогрес. Найрізкішу критику висловив Ренан Фонтес з Cubed3, де гру схарактеризували як «ігровий непотріб», розрахований виключно на мобільну аудиторію. На думку рецензента, прогрес у грі майже повністю залежить від мікротранзакцій і платної підписки.
Позитивніше відгукнулося видання Digital Chumps, у якому оглядач Натаніель Стівенс підкреслив, що гра є глибшою, ніж типовий «казуальний» досвід, і хоча вона має типову для free-to-play структуру, грати без витрат можливо, хоч і потребує терпіння. Головним недоліком автор назвав менш зручне керування у ПК-версії порівняно з мобільною.